# Rob Birza

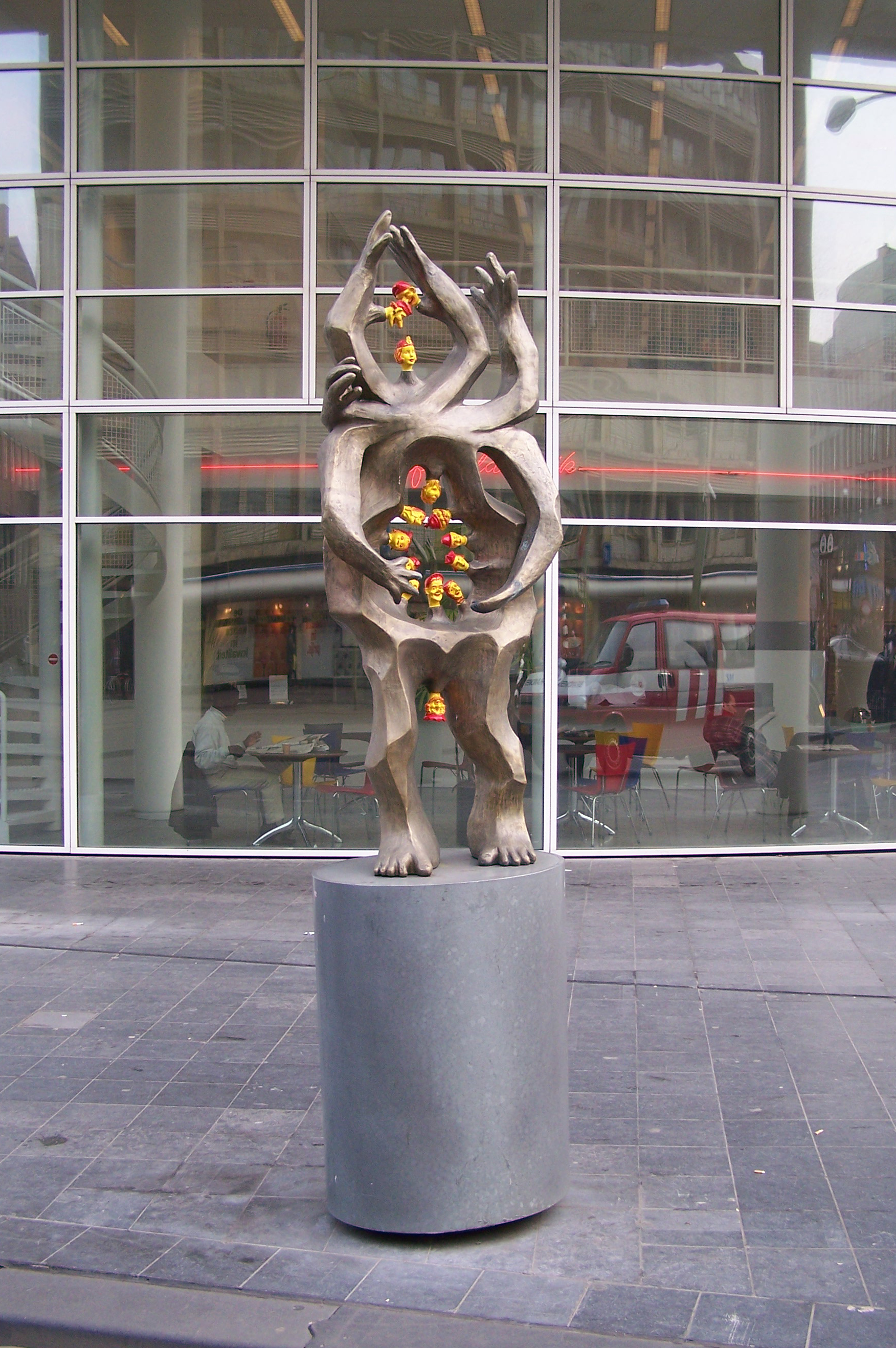
Tantratijn (2007), Beeldengalerij P. Struycken in Den Haag

Rob Birza (Geldrop, 5 mei 1962) is een Nederlandse schilder, beeldhouwer en installatiekunstenaar.

## Leven en werk
Rob Birza ontving zijn kunstopleiding achtereenvolgens van 1980 tot 1985 aan de Academie voor Beeldende Kunsten Sint-Joost in Breda  en van 1986 tot 1987 aan Ateliers '63 in Haarlem. Hij wordt gezien als een belangrijke kunstenaar in de hedendaagse Nederlandse beeldende kunst. Zijn werk heeft een open karakter en is niet echt onder één noemer te beschrijven. Zijn oeuvre bestond aanvankelijk vooral uit schilderijen geschilderd met temperaverf, maar later creëerde hij ook objecten als ruimtelijke beeldelementen in zijn werk.
Hij exposeerde in galeries en musea waaronder het Stedelijk Museum in Amsterdam, het Gemeentemuseum Den Haag en Museum De Pont in Tilburg. Zijn werk is regelmatig te zien bij galerie Willem Baars Projects te Amsterdam.
Birza woont en werkt in Amsterdam, alwaar hij in 2010 op verzoek van Ymere Stadsmuur West liet plaatsen.

## Prijzen
- 1988: Aanmoedigingsprijs van het Amsterdams Fonds voor de Kunst
- 1988: Danish Turistrad Scholarship
- 1989: tweede prijs Prix de Rome Schilderen
- 1999: Willem Sandberg prijs voor de tentoonstellingenreeks Een zomer lang Rob Birza
- 2016: Wolvecampprijs[1]

## Werk in openbare collecties (selectie)
- Museum De Pont, Tilburg[2]
- Rijksmuseum Amsterdam[3]
- Stedelijk Museum Amsterdam
- Stedelijk Museum 's-Hertogenbosch